# Hirasa vitreata
Hirasa vitreata là một loài bướm đêm trong họ Geometridae.